# 德国共产党 (1990年)
德国共产党（德語：Kommunistische Partei Deutschlands，缩写为KPD）是德国的一个共产主义政党。该党成立于1990年1月31日，由德国统一社会党—民主社会主义党的一些反对改变党的路线的党员建立。该党的意识形态是共产主义、马克思列宁主义、反修正主义。该党的政治立场是极左翼。该党的主席是托斯滕·舍维茨。该党的青年翼是德国青年共产主义联盟。2013年底，该党有165名成员。

## 外部連結
- 官方网站  （德文）